# Wendy Morgan
Wendy Morgan (Radlett, 1958) è un'attrice britannica.

## Biografia
Prolifica attrice televisiva, cinematografica e teatrale, Wendy Morgan fu molto attiva sulle scene nel National Theatre negli anni settanta e ottanta, dove recitò in ruoli principali in tragedie, commedie e drammi come Un tram che si chiama Desiderio, Coriolano, La tempesta, You Can't Take It with You e Martine, per cui fu candidata al Laurence Olivier Award alla migliore attrice e vinse l'Evening Standard Theatre Award.
La Morgan è rimasta attiva sulle scene anche negli novanta e duemila, recitando nel West End nel dramma Piaf e al National Theatre ne Le baccanti, Il cadetto Winslow, Otello e Come vi piace.
Nel 1980 vinse il premio alla migliore esordiente agli Evening Standard British Film Awards.

## Filmografia parziale

### Cinema
- Yankees (Yanks), regia di John Schlesinger (1979)
- La nascita dei Beatles (Birth of The Beatles), regia di Richard Marquand (1979)
- Assassinio allo specchio (The Mirror Crack'd), regia di Guy Hamilton (1980)
- 84 Charing Cross Road, regia di David Hugh Jones (1987)

### Televisione
- Il giallo della poltrona (Armchair Thriller) - serie TV, 4 episodi (1980)
- Dick Turpin - serie TV, 1 episodio (1982)
- Casualty - serie TV, 3 episodi (1991-2010)
- Metropolitan Police (The Bill) - serie TV, 2 episodio (1994-2003)
- Fingersmith - serie TV, 1 episodio (2004)
- L'ispettore Barnaby (Midsomer Murders)- serie TV, episodio 10x08 (2007)